# Cervarese Santa Croce
Cervarese Santa Croce is een gemeente in de Italiaanse provincie Padua (regio Veneto) en telt 5029 inwoners (31-12-2004). De oppervlakte bedraagt 17,5 km², de bevolkingsdichtheid is 287 inwoners per km².
De volgende frazioni maken deel uit van de gemeente: Fossona, Montemerlo.

## Demografie
Cervarese Santa Croce telt ongeveer 1771 huishoudens. Het aantal inwoners steeg in de periode 1991-2001 met 8,8% volgens cijfers uit de tienjaarlijkse volkstellingen van ISTAT.
| Jaar | Inwoneraantal |
| ---- | ------------- |
| 1991 | 4343          |
| 2001 | 4725          |

## Geografie
De gemeente ligt op ongeveer 30 m boven zeeniveau.
Cervarese Santa Croce grenst aan de volgende gemeenten: Montegalda (VI), Montegaldella (VI), Rovolon, Saccolongo, Teolo, Veggiano.